# Håkon Kornstad
Håkon Ganes Kornstad, né le 5 avril 1977 à Oslo, est un compositeur et musicien de jazz et de musique improvisée norvégien (saxophone ténor, saxophone basse, flûte, live looping (en)). Particulièrement connu pour ses performances en solo, il joue dans les groupes Wibutee et Atomic (en), et se produit avec des musiciens comme Anja Garbarek, Live Maria Roggen (en), Bugge Wesseltoft, Sidsel Endresen, Paal Nilssen-Love, Mats Eilertsen, Knut Reiersrud, Jon Christensen, Eivind Aarset, et Pat Metheny.

## Carrière

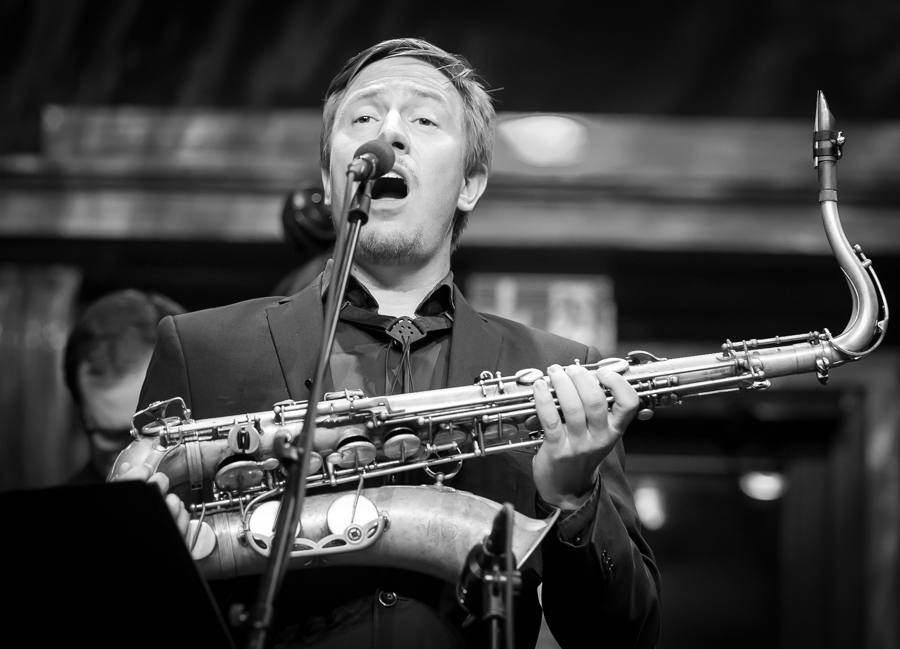
Håkon Kornstad Tenor Battle, Oslo Jazzfestival 2016

Håkon Kornstad étudie la musique au département de jazz du Conservatoire de musique de Trondheim, qui dépend de l'université norvégienne de sciences et de technologie de Trondheim, où il crée en 1996 le trio de jazz Triangle avec Per Zanussi (contrebasse) et Wetle Holte (batterie). En 1998, Erlend Skomsvoll (piano) et Live Maria Roggen (voix) rejoignent ce groupe électro-jazz qui se rebaptise Wibutee : un mélange de sons électroniques minimalistes, ambient et jazz instrumental hybride. Il joue au sein des groupes d'improvisation free jazz Tri-Dim et No Spaghetti Edition (2001), et dans le groupe Atomic (en) depuis sa création en 2000. Il crée également le Håkon Kornstad Trio avec Paal Nilssen-Love et Mats Eilertsen, qui se produit de 1998 à 2003.
Håkon Kornstad enregistre deux albums en duo avec le pianiste Håvard Wiik en 2005 et 2006. Il se produit fréquemment avec Bugge Wesseltoft depuis 1999, Anja Garbarek depuis 2006, et Sidsel Endresen depuis 2008.

### Performances en solo
Depuis 2003, Håkon Kornstad s'investit dans des projets de musique improvisée, où il mélange le saxophone à l'electro. Par la superposition de samples, d'effets, et l'utilisation de différents saxophones, il crée une toile de motifs rythmiques sur laquelle il improvise en solo, ou parfois avec des invités comme Knut Reiersrud, Ingebrigt Håker Flaten, Jon Christensen ou le beatboxer Julian Sommerfelt. Il joue d'un instrument appelé flutonette, une flûte équipée d'une anche de clarinette,,.

### Chanteur ténor
Lors d'un séjour à New York en 2009, Håkon Kornstad découvre son intérêt pour l'opéra et commence alors à prendre des leçons de chant. À partir de l'automne 2011 il suit les cours de la faculté des arts d'Oslo, et chante son premier rôle de ténor en février 2012 , Il Podesta, à l'Opéra et ballet national de Norvège dans une production estudiantine de l'opéra de Mozart La finta giardiniera.
Il poursuit avec son nouveau projet Tenor Battle, qui mélange jazz et opéra, lors du festival international de jazz Nattjazz (en) de Bergen en 2011. On le retrouve régulièrement à l'affiche d'opéras en Norvège ou à l'étranger.

## Récompenses
- 2002 : Kongsberg Jazz Award, avec le Håkon Kornstad Trio.
- En 2011, son album Symphonies in My Head est nommé au Spellemannprisen dans la catégorie album jazz de l'année.
- En 2012 il est nommé dans la catégorie Talent Deserving Further Recognition (jeune talent) au saxophone ténor, par la revue critique du magazine Down Beat.

## Discographie

### Leader
- 2007 : Single Engine (Jazzland Recordings), avec Bugge Wesseltoft (Hammond B3), Knut Reiersrud (g), Ingebrigt Håker Flaten (b)

Albums solo :
- 2009 : Dwell Time (Jazzland Recordings)
- 2011 : Symphonies in My Head (Jazzland Recordings)[4]

Håkon Kornstad Trio :
- 2001 : Space Available (Jazzland Recordings)
- 2003 : Live From Kongsberg (Jazzland Recordings)

### Co-leader
Avec Wibutee :
- 1998 : Newborn Thing (Jazzland Recordings)
- 2001 : Eight Domestic Challenges (Jazzland Recordings)
- 2004 : Playmachine (Jazzland Recordings)
- 2006 : Sweet Mental (Sonne Disk)

Avec Tri-Dim :
- 1999 : Tri-Dimprovisations (bp)
- 2001 : Tri-Dim feat. Barry Guy (Sofa Recordings)

Avec Håvard Wiik (duo) :
- 2005 : Eight Tunes We Like (Moserobie)
- 2006 : The Bad And The Beautiful (Moserobie)

Avec Maria Kannegaard :
- 2008 : Maryland (Moserobie)
- 2009 : Maryland – Live! (Moserobie)

Avec Ingebrigt Håker Flaten et Jon Christensen :
- 2011 : Mitt hjerte alltid vanker (Compunctio)
- 2011 : Mitt hjerte alltid vanker II (Compunctio)

Autres musiciens :
- 2003 : Schlinger (Smalltown Supersound), avec Paal Nilssen-Love
- 2007 : Jazzland Community (Jazzland Recordings), artistes divers
- 2008 : Rite (Grappa), avec Unni Løvlid
- 2008 : Elise (Compunctio), avec Ingebrigt Håker Flaten

### Sideman
Avec Sternklang (en) :
- 2003 : My Time is Yours (dBut)
- 2006 : Transistor Beach (dBut)

Avec No Spaghetti Edition :
- 2001 : Listen ... And Tell Me What it Was (Sofa Recordings)
- 2002 : Pasta variations (Sofa Recordings)

Autres musiciens :
- 2000 : Glow (Curling Legs), avec Jacob Young
- 2001 : Moving (Jazzland Recordings), avec Bugge Wesseltoft
- 2004 : Open Reminder (Melektronikk), avec ARM
- 2006 : Retrospective (F Communications), avec Laurent Garnier
- 2011 : Liarbird (Jazzland Recordings), avec Ola Kvernberg